# Uperoleia glandulosa
Uperoleia glandulosa (tên tiếng Anh: Glandular Toadlet) là một loài ếch trong họ Myobatrachidae. Chúng là loài đặc hữu của Úc.
Các môi trường sống tự nhiên của chúng là đồng cỏ khô nhiệt đới hoặc cận nhiệt đới vùng đất thấp, sông, sông có nước theo mùa, đầm nước, đầm nước ngọt có nước theo mùa, và kênh đào và mương rãnh.